# Aborígenes de Taiwán
Los aborígenes de Taiwán, denominados yuanzhumin en la República de China (en chino, 原住民; pinyin, yuánzhùmín, taiwanés: gôan-chū-bîn, "habitantes originarios"), o gaoshan en la República Popular China (chino: 高山族; pinyin: Gāoshān zú), es el nombre genérico que reciben los aborígenes de las zonas montañosas de la isla de Taiwán.

## Idioma
Los idiomas de los gaoshan pertenece a la rama de las lenguas formosanas de la familia de las lenguas austronesias. Algunos expertos consideran que las lenguas formosanas en realidad se distribuyen en ramas diferentes de la familia austronesia: formosana oriental (amis, nataoran, basay, kavalan); formosana de las llanuras occidentales (babuza, papora, thao); formosana noroccidental (kulon-pazeh, saisiyat); filipina (yamei); rukai y otras. Se hablan actualmente por lo menos nueve lenguas gaoshan, algunas de las cuales tienen distintos dialectos.
La población indígena de Taiwán está estimada en un 2 % de la población total de Taiwán. Se cree que los ancestros aborígenes han vivido en esas tierras aproximadamente 8000 años antes de la inmigración de la etnia Han en el siglo XVII y que los aborígenes taiwaneses son descendientes de los pueblos austronesios, tal como se dijo anteriormente, por lo que la clasificación étnica ha sido siempre un problema, porque no tienen ninguna conexión con los asiáticos de China continental, generando uno de los mayores problemas de discordia referente al estatus político de Taiwán.

## Grupos étnicos reconocidos por el gobierno central
| Etnia         | Idioma               | Población (personas) | Población (personas) |
| ------------- | -------------------- | -------------------- | -------------------- |
| ami           | Pangcah (Amis)       | 214,257              | [ 4 ]                |
| paiwan        | Payuan (Paiwan)      | 103,202              | [ 5 ]                |
| atayal        | Tayal (Atayal)       | 92,485               |                      |
| bunun         | Bunun                | 59,775               |                      |
| taroko        | Truku (Taroko)       | 32,496               |                      |
| puyuma        | Pinuyumayan (Puyuma) | 14,610               |                      |
| rukai         | Drekay (Rukai)       | 13,511               |                      |
| seediy        | Seediq               | 10,523               |                      |
| saixia        | SaiSiyat             | 6,767                |                      |
| tsou          | Cou (Tsou)           | 6,710                |                      |
| dawu          | Tao                  | 4,701                |                      |
| kavalan       | Kebalan (Kavalan)    | 1,512                |                      |
| sakizaya      | Sakizaya             | 997                  |                      |
| thao          | Thao                 | 817                  |                      |
| la alawa      | Hla'alua (Saaroa)    | 422                  |                      |
| kanakana rich | Kanakanavu           | 369                  |                      |

## Historia

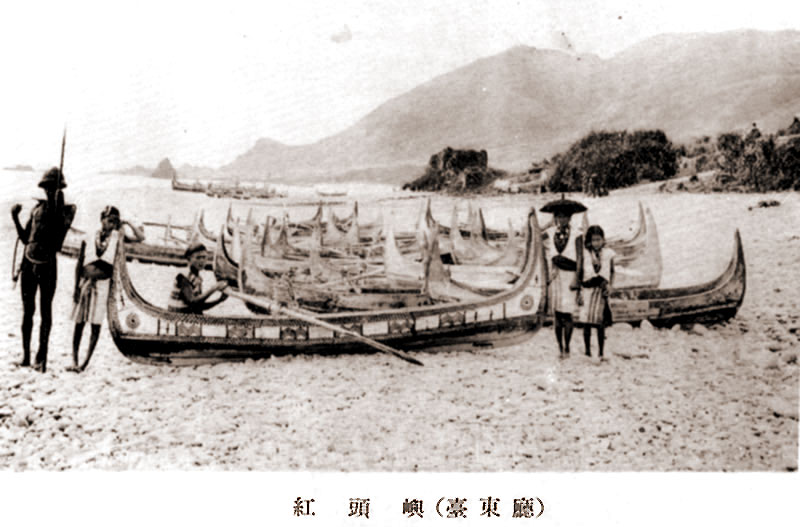
Da'o o yamei de la isla de Lán Yǔ en 1931.

Los aborígenes formosinos son austronesios, con lazos genéticos y lingüísticos a otros grupos étnicos austronesios, tales como filipinos, malayos, javaneses, madagasqueños y aborígenes de Oceanía. Las herramientas líticas de quizá hasta 15 000 años de antigüedad sugieren que los primer humanos en Formosa eran miembros de culturas paleolíticas del pleistoceno. Hace 6000 años hubo un abrupto cambio al neolítico, con la introducción de la agricultura, etc. Los arados encontrados en Taiwán, producidos masivamente en las Pescadores indican un intenso intercambio comercial. En 1971 dientes humanos y fragmentos de cráneo fósiles que datan de hace 20 000 a 30 000 años fueron desenterrados en Tsochen (Zuozhen), el Distrito de Tainan. Se cree que las primeras migraciones aprovecharon que, durante la glaciación, Taiwán y las islas Pescadores estaban unidas al continente.
Las impresiones de fibra de cáñamo que se han encontrado datan de hace 10 000 años. La evidencia arqueológica y genética sugiere que la migración austronesia llegó a Taiwán poco antes o en los comienzos del Neolítico. Los restos de la cultura neolítica de Changpin, en Taitung, datan de hace 5000 años. Otras culturas neolíticas registradas fueron la Dapenkeng (大坌坑) y Yuanshan en el norte, Niumatou en la región central, Taochiyuan en el suroeste, Niuchoutzu en el sur y Peinan en el este. Se han establecido relaciones entre estas culturas y la Fuguodun (復國墩) de Kinmen
Hace 2000 años comenzó en Taiwán la Edad del Hierro y a partir de allí pueden localizarse culturas con legados contemporáneos como la del pueblo ami, el más numeroso entre los aborígenes de Taiwán. Se estima que los yamei llegaron a Lán Yǔ procedentes del Pacífico hacia el siglo VII. Las investigaciones los relacionan con poblaciones de las Islas Carolinas y con los ivatan de las Batanes. Celebran cada año la ceremonia del barco en conmemoración de sus antepasados que atravesaron el mar.
Tras la presencia de los portugueses en (1582) y la dominación transitoria de España (1626-1642) en el norte de la isla y Holanda (1624-1662) en el sur, Zheng Chenggong, a órdenes de la dinastía Ming, derrotó a los holandeses el 1 de febrero de 1662, expulsó a los europeos y organizó la primera oleada de colonos chinos en Taiwán. Los colonos desplazaron gradualmente a los aborígenes hacia el interior.
Durante las dinastías Ming y Qing se conoció a los aborígenes con el nombre de Fan (番:"bárbaros") o Fan del este. Fue durante estos periodos cuando se aliaron y convirtieron en una minoría consolidada. Japón dominó la isla desde 1895 y el etnógrafo Ino Kanori fue encargado de estudiar a los aborígenes, publicando estudios sobre ocho etnias. El nombre de gaoshan, que significa "gente de las montañas altas", se les dio a los pueblos originarios a partir de 1945 al finalizar la guerra chino-japonesa al quedar de nuevo la isla bajo control del gobierno chino. Debido a que el término gaoshan tiene connotaciones negativas, ya que proviene del hecho de que a los aborígenes, una vez arrebatadas sus tierras, se les obligó a tomar refugio en las montañas más apartadas, actualmente se prefiere el término Yuanzhumin.

## Cultura

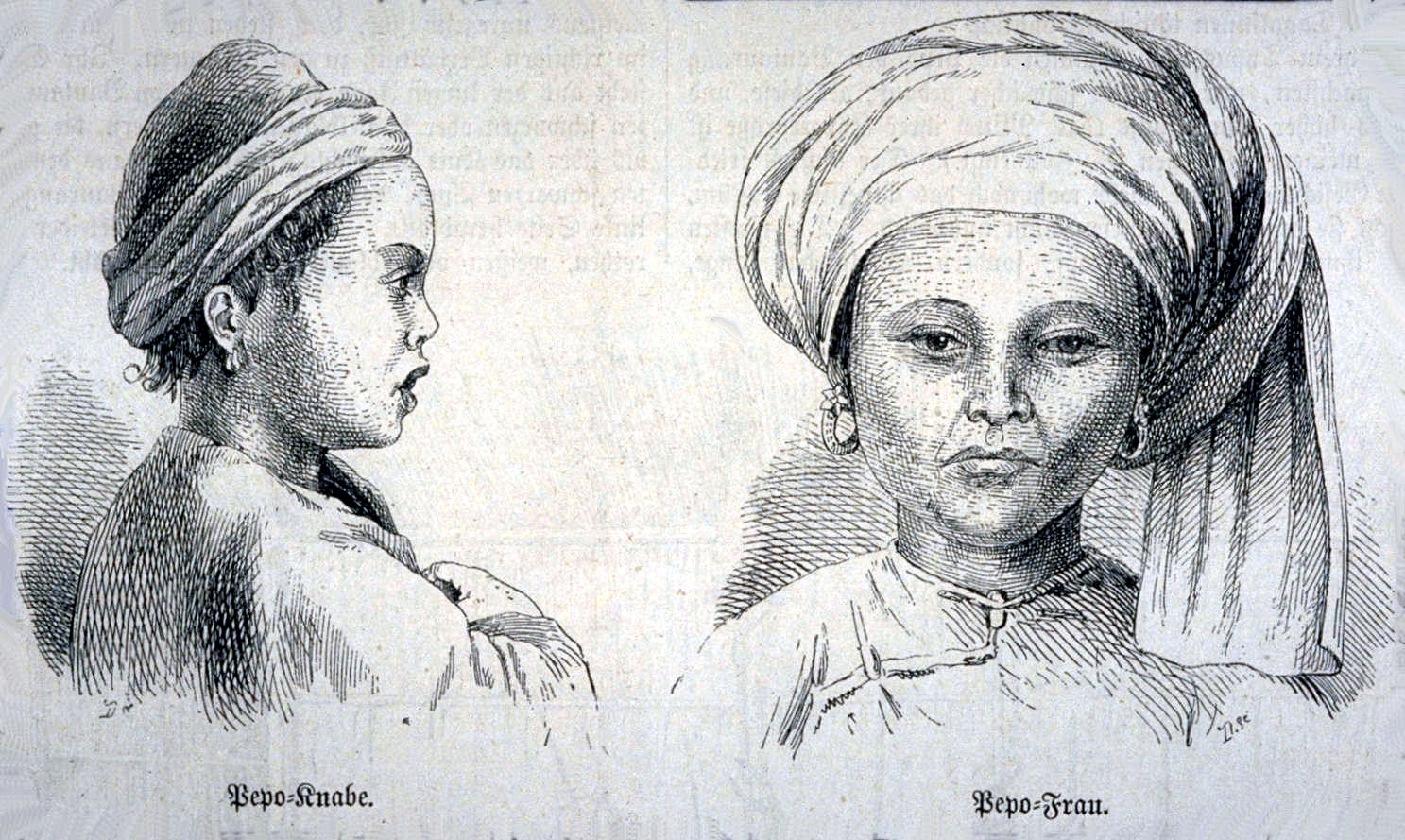
Grabado que reproduce la imagen de una joven y una mujer gaoshanas.

El Consejo de Pueblos Indígenas de Taiwán reconoce oficialmente catorce pueblos indígenas, debido a sus diferentes características tanto lingüísticas como culturales. Estas etnias son taiya, saixia, bunun, cao, lukai, paiwan, binan, amei, truku, thao, kavalan, yamei, sakizaya y sediq. Han solicitado su reconocimiento los kajabu, makatao, pazeh, siraya, taivoan y chimo.
Los trajes tradicionales de estos pueblos suelen confeccionarse con algodón y cáñamo. Las mujeres visten blusas con o sin mangas junto con falda o pantalón. Los hombres visten chaquetas cortas. Cubren sus cabezas con turbantes decorados con conchas y piedras. También suelen realizarse tatuajes en el rostro y el cuerpo. En cada fiesta y ceremonia se realizan danzas específicas.

## Religión
Tradicionalmente politeístas, creen que el espíritu de los hombres es inmortal. Por ello, presentan un especial respeto hacia los espíritus de sus antepasados. Creen que los sacrificios de animales sirven para evitar los malos presagios, por lo que los realizan ante cualquier actividad, incluyendo la caza y la pesca. Adoran también a diferentes dioses en forma de tótems, especialmente a las serpientes y a otros animales. Los paiwan, por ejemplo, tienen en sus vestidos y en las vigas y columnas de sus casas motivos de la "serpiente de cien pasos" y consideran que la "serpiente vieja" y la "serpiente joven" de los altares de sus casas son el alma de su pueblo y de sus antepasados. El poder de comunicarse con fuerzas sobrenaturales corresponde a mujeres denominadas Dang-gi o antiguamente Inibs
La mayoría de los aborígenes se convirtieron al cristianismo.